# Associatie van gewone engelwortel en moeraszegge
De associatie van gewone engelwortel en moeraszegge (Angelico-Cirsietum oleracei) is een associatie uit het dotterbloem-verbond (Calthion palustris).

## Naamgeving en codering
- Syntaxoncode voor Nederland (rVvN): r16Ab05
- BWK-karteringscode: hc

De wetenschappelijke naam Angelico-Cirsietum oleracei is afgeleid van de botanische namen van respectievelijk gewone engelwortel (Angelica sylvestris) en moesdistel (Cirsium oleraceum).

## Ecologie
De associatie van gewone engelwortel en moeraszegge komt voor op vochtige tot natte, mesotrofe tot meso-eutrofe, humusrijke gronden. Meestal betreft het hellende dalbodems die onder invloed staan van kwel.

## Vegetatiezonering
In de vegetatiezonering vormt de associatie van gewone engelwortel en moeraszegge zeer vaak contactgemeenschappen met de bosbies-associatie.

## Natuurbeheer
De associatie van gewone engelwortel en moeraszegge is een halfnatuurlijke gemeenschap en past daarmee binnen het kader van de klassieke natuurvisie.

## Diagnostische taxa
In de onderstaande synoptische tabel staan per vegetatielaag de belangrijkste diagnostische taxa voor de associatie van gewone engelwortel en moeraszegge.
Kruidlaag
| Diagnostiek       | Triviale naam       | Botanische naam                   | Opmerking |
| ----------------- | ------------------- | --------------------------------- | --------- |
| associatiekentaxa | moerasstreepzaad    | Crepis paludosa                   |           |
| associatiekentaxa | adderwortel         | Persicaria bistorta               |           |
| associatiekentaxa | moesdistel          | Cirsium oleraceum                 |           |
| verbondskentaxa   | echte koekoeksbloem | Silene flos-cuculi                |           |
| verbondskentaxa   | moerasrolklaver     | Lotus pedunculatus                |           |
| verbondskentaxa   | gewone dotterbloem  | Caltha palustris subsp. palustris |           |
| verbondskentaxa   | tweerijige zegge    | Carex disticha                    |           |
| verbondskentaxa   | grote ratelaar      | Rhinanthus angustifolius          |           |
| verbondskentaxa   | brede orchis        | Dactylorhiza majalis              |           |

Moslaag
| Diagnostiek | Triviale naam | Botanische naam      | Opmerking |
| ----------- | ------------- | -------------------- | --------- |
| ordekentaxa | boompjesmos   | Climacium dendroides |           |

## Fotogalerij

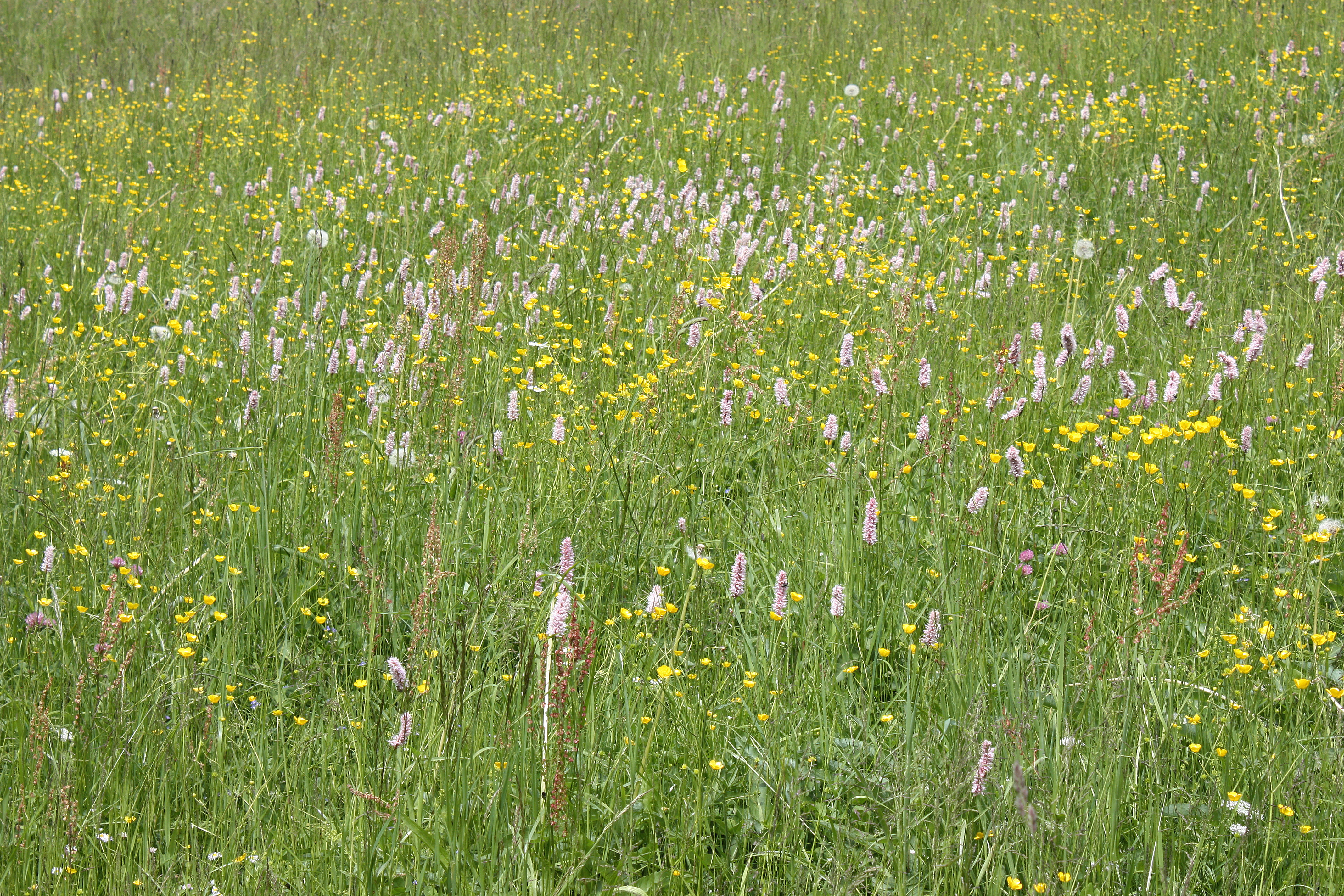
Vegetatieaspect in begin juni.

Orde: Molinietalia (pijpenstrootje-orde)

Verbond: Junco-Molinion (verbond van biezenknoppen en pijpenstrootje)

Associaties:
Cirsio dissecti-Molinietum (blauwgrasland)
 Crepido-Juncetum acutiflori (associatie van veldrus en gevlekte orchis)
Verbond: Calthion palustris (dotterbloem-verbond)

Associaties:
Rhinantho-Orchidetum morionis (associatie van harlekijn en ratelaar)
 Lychnido-Hypericetum tetrapteri (associatie van echte koekoeksbloem en gevleugeld hertshooi)
Ranunculo-Senecionetum aquatici (associatie van boterbloemen en waterkruiskruid)
Scirpetum sylvatici (bosbies-associatie)
Angelico-Cirsietum oleracei (associatie van gewone engelwortel en moeraszegge)

Orde: Arrhenatheretalia (glanshaver-orde)

Verbond: Alopecurion pratensis (verbond van grote vossenstaart)

Associaties:
Fritillario-Alopecuretum (kievitsbloem-associatie)
Sanguisorbo-Silaetum (associatie van grote pimpernel en weidekervel)
Verbond: Arrhenatherion elatioris (glanshaver-verbond)

Associaties:
Arrhenatheretum elatioris (glanshaver-associatie)
Verbond: Cynosurion cristati (kamgras-verbond)

Associaties:
Lolio-Cynosuretum (kamgrasweide)
Galio-Trifolietum (associatie van ruige weegbree en aarddistel)